# Lodewijk IV van Bourbon-Condé
Lodewijk IV Hendrik van Bourbon-Condé (Versailles, 18 augustus 1692 - Chantilly, 27 januari 1740) was van 1710 tot 1740 het hoofd van de Franse familie Bourbon-Condé, een zijtak van het huis Bourbon, en van 1723 tot 1726 premier van Frankrijk.

## Levensloop
Hij was de oudste zoon van prins Lodewijk III van Bourbon-Condé en van Louise Françoise van Bourbon, een buitenechtelijke dochter van koning Lodewijk XIV en Madame de Montespan.
In 1710 werd hij in opvolging van zijn overleden vader hertog van Enghien en prins van Bourbon-Condé. Lodewijk Hendrik noemde zichzelf nooit prins van Bourbon-Condé, maar hertog van Bourbon en werd aangesproken als "Monsieur le Duc" (meneer de Hertog).
In januari 1709 werd hij toegelaten tot de Orde van de Heilige Geest en op 19 maart 1709 werd hij als pair van Frankrijk toegelaten tot het Hof van Pairs, een parlement waar allemaal edellieden in zetelden. Na de dood van zijn vader legde hij op 24 maart 1710 als groothofmeester van het koninklijk hof een eed van trouw af en hij werd ook benoemd tot gouverneur van Bourgondië. Van 1710 tot 1713 vocht hij als maarschalk mee bij de Spaanse Successieoorlog. In 1712 kreeg hij tijdens de jacht door een onvoorzichtig schot van  hertog van Berry een kogel in zijn oog, waardoor hij blijvend blind was aan één oog.
Toen Lodewijk XIV in 1715 overleed, duidde zijn testament Bourbon-Condé aan als lid van de regentenraad voor de jonge Lodewijk XV, de vijfjarige achterkleinzoon van Lodewijk XIV. Hiervoor moest Bourbon-Condé echter 24 jaar oud zijn, maar dit werd door het parlement opgeheven. Ondanks zijn jonge leeftijd mocht hij zelfs de regentenraad voorzitten.
In 1716 werd hij voorzitter van de Krijgsraad en in maart 1718 werd hij benoemd tot luitenant-generaal. Hetzelfde jaar werd hij bevoegd voor het onderwijs van de jonge koning Lodewijk XV en kocht hij het graafschap Clermont-en-Beauvoisis. In 1723 erfde hij van zijn grootmoeder langs vaderskant  Anna Henriette van Palts-Simmern de helft van het hertogdom Guise. De andere helft kocht hij in 1727 over van zijn groottante, Benedikta Henriette van Palts-Simmern.
Op 2 december 1723 volgde Bourbon-Condé de overleden hertog van Orléans op als premier van Frankrijk. Op 11 juni 1726 nam hij echter ontslag uit deze functie ten voordele van bisschop André Hercule de Fleury tegen wie hij een mislukte intrige had gevoerd. Hij werd korte tijd uit Versailles verbannen, waarna hij in het Kasteel van Chantilly verbleef.
In januari 1740 overleed hij op het kasteel van Chantilly, waarna hij in de kerk van Montmorency begraven werd.

## Huwelijk en nakomelingen
Op 9 juli 1713 huwde hij in Versailles met Marie Anne van Bourbon-Conti (1689-1720), de dochter van prins Frans Lodewijk van Bourbon-Conti.
Na haar vroege dood wilde hij huwen met Maria Leszczyńska, de dochter van de koning van Polen. Hij kon echter geen afscheid nemen van zijn maîtresse, waarna het huwelijk niet doorging en Maria in 1725 huwde met koning Lodewijk XV. Op 22 juli 1728 hertrouwde hij met de 14-jarige Caroline Charlotte van Hessen-Rheinfels-Rotenburg (1714-1741), de dochter van landgraaf Ernst Leopold van Hessen-Rheinfels. Ze kregen één zoon: Lodewijk V Jozef van Bourbon-Condé (1736-1818).
Hij had ook een buitenechtelijke dochter met Armande-Felice de La Porte-Mazarin (1691-1729): Anne Henriette van Bourbon, mademoiselle de Verneuil (1725-1780).
- Bibliothèque nationale de France: cb15107206b (data)
- Gemeinsame Normdatei: 142745235
- International Standard Name Identifier: 0000 0001 0767 9296
- Library of Congress Control Number: n2012014031
- Système universitaire de documentation: 118822853
- Virtual International Authority File: 59381568
- WorldCat: E39PBJbH3PXfdMvGWJtR6HdbBP